# Lijst van vliegrampen naar aantal slachtoffers
Dit is een (incomplete) lijst van vliegrampen naar aantal slachtoffers.
Zie ook: Lijst van luchtvaartongevallen en Lijst van neergehaalde vliegtuigen in de burgerluchtvaart.
| Slachtoffers | Omschrijving / Artikel                                                                                      | Plaats                                                        | Jaar |
| ------------ | --- | ------------------------------------------------------------- | ---- |
| 583          | Vliegtuigramp van Tenerife                                                                                  | Tenerife, Canarische Eilanden                                 | 1977 |
| 520          | Japan Airlines-vlucht 123                                                                                   | Gunma, Japan                                                  | 1985 |
| 349          | Vliegtuigbotsing bij Charkhi Dadri                                                                          | Haryana, India                                                | 1996 |
| 346          | Turkish Airlines-vlucht 981                                                                                 | Ermenonville, Frankrijk                                       | 1974 |
| 301          | Saudi-vlucht 163                                                                                            | Riyad, Saoedi-Arabië                                          | 1980 |
| 290          | Iran Air-vlucht 655                                                                                         | Straat van Hormuz                                             | 1988 |
| 273          | American Airlines-vlucht 191                                                                                | Chicago, Verenigde Staten                                     | 1979 |
| 269          | Korean Air-vlucht 007                                                                                       | Sachalin, Sovjet-Unie                                         | 1983 |
| 265          | American Airlines-vlucht 587                                                                                | New York, Verenigde Staten                                    | 2001 |
| 264          | China Airlines-vlucht 140                                                                                   | Nagoya, Japan                                                 | 1994 |
| 261          | Nigeria Airways-vlucht 2120                                                                                 | Djedda, Saoedi-Arabië                                         | 1991 |
| 257          | Air New Zealand-vlucht 901                                                                                  | Mount Erebus, Antarctica                                      | 1979 |
| 257          | Iljoesjin Il-76 van de Algerijnse luchtmacht                                                                | Luchtmachtbasis Boufarik, Algerije                            | 2018 |
| 256          | Arrow Air-vlucht 1285                                                                                       | Gander, Newfoundland                                          | 1985 |
| 239          | Malaysia Airlines-vlucht 370                                                                                | Indische Oceaan                                               | 2014 |
| 234          | Garuda Indonesia-vlucht 152                                                                                 | Medan, Indonesië                                              | 1997 |
| 230          | TWA-vlucht 800                                                                                              | New York, Verenigde Staten                                    | 1996 |
| 229          | Swissair-vlucht 111                                                                                         | Halifax, Canada                                               | 1998 |
| 228          | Korean Air-vlucht 801                                                                                       | Guam, Micronesië                                              | 1997 |
| 228          | Air France-vlucht 447                                                                                       | Atlantische Oceaan                                            | 2009 |
| 225          | China Airlines-vlucht 611                                                                                   | Pescadores, Taiwan                                            | 2002 |
| 224          | Kogalymavia-vlucht 9268                                                                                     | Sinaï, Egypte                                                 | 2015 |
| 223          | Lauda Air-vlucht 004                                                                                        | Ban Nong Rong, Thailand                                       | 1991 |
| 217          | EgyptAir-vlucht 990                                                                                         | Cape Cod, Verenigde Staten                                    | 1999 |
| 213          | Air India-vlucht 855                                                                                        | Nabij Bombay, India                                           | 1978 |
| 202          | China Airlines-vlucht 676                                                                                   | Taoyuan, Taiwan                                               | 1998 |
| 200          | Aeroflot-vlucht 7425                                                                                        | Oetsjkoedoek, Oezbekistan                                     | 1985 |
| 199          | TAM Linhas Aéreas-vlucht 3054                                                                               | São Paulo, Brazilië                                           | 2007 |
| 191          | Martinair-vlucht 138                                                                                        | Maskeliya, Sri Lanka                                          | 1974 |
| 189          | Birgenair-vlucht 301                                                                                        | Puerto Plata, Dominicaanse Republiek                          | 1996 |
| 189          | Lion Air-vlucht 610                                                                                         | Javazee, Indonesië                                            | 2018 |
| 188          | Royal Jordanian-AEE                                                                                         | Agadir, Marokko                                               | 1975 |
| 184          | Iceland Airlines-vlucht LL 001                                                                              | Katunayake, Sri Lanka                                         | 1978 |
| 183          | LOT Polish Airlines-vlucht 5055                                                                             | Warschau, Polen                                               | 1987 |
| 181          | Avianca-vlucht 11                                                                                           | Luchthaven Madrid-Barajas, Madrid, Spanje                     | 1983 |
| 180          | Inex-Adria Aviopromet-vlucht 1308                                                                           | Corsica, Frankrijk                                            | 1981 |
| 179          | Jeju Air-vlucht 2216                                                                                        | Muan, Zuid-Korea                                              | 2024 |
| 178          | Vliegtuigbotsing bij Dnjeprodzerzjinsk                                                                      | Dnjeprodzerzjinsk, Sovjet-Unie                                | 1979 |
| 178          | Aeroflot-vlucht 3552                                                                                        | Omsk, Rusland                                                 | 1984 |
| 176          | Aeroflot-86671                                                                                              | Krasnaja Poljana, Rusland                                     | 1972 |
| 176          | Royal Jordanian                                                                                             | Kano, Nigeria                                                 | 1973 |
| 176          | 1976 Zagreb mid-air botsing                                                                                 | Zagreb, Joegoslavië                                           | 1976 |
| 176          | SLM-ramp | Zanderij, Suriname                                            | 1989 |
| 171          | UTA-vlucht 772                                                                                              | Ténéré, Sahara                                                | 1989 |
| 170          | Pulkovo Airlines-vlucht 612                                                                                 | Oblast Donetsk, Oekraïne                                      | 2006 |
| 169          | Kenya Airways-vlucht 431                                                                                    | Abidjan, Ivoorkust                                            | 2000 |
| 168          | Caspian Airlines-vlucht 7908                                                                                | Qazvin, Iran                                                  | 2009 |
| 167          | Mexicana-vlucht 940                                                                                         | Mexico-Stad, Mexico                                           | 1986 |
| 167          | PIA-vlucht 268                                                                                              | Kathmandu, Nepal                                              | 1992 |
| 162          | All Nippon Airways-vlucht 58                                                                                | Shizukuishi, Japan                                            | 1971 |
| 160          | China Northwest Airlines-vlucht 2303                                                                        | Nabij Xi'an, China                                            | 1994 |
| 160          | West Caribbean Airways-vlucht 708                                                                           | Venezuela                                                     | 2005 |
| 159          | Suid-Afrikaanse Lugdiens-vlucht 295                                                                         | Indische Oceaan                                               | 1987 |
| 159          | American Airlines-vlucht 965                                                                                | Buga, Colombia                                                | 1995 |
| 158          | Air India Express-vlucht 812                                                                                | Mangalore, India                                              | 2010 |
| 157          | Libyan Arab Airlines-vlucht 1103                                                                            | Tripoli, Libië                                                | 1992 |
| 157          | Ethiopian Airlines-vlucht 302                                                                               | Debre Zeit, Ethiopië                                          | 2019 |
| 156          | Interflug-vlucht DM-SEA                                                                                     | Königs Wusterhausen, Duitse Democratische Republiek           | 1972 |
| 156          | PIA-vlucht 740                                                                                              | Djedda, Saoedi-Arabië                                         | 1979 |
| 156          | Northwest Airlines-vlucht 255                                                                               | Romulus, Verenigde Staten                                     | 1987 |
| 155          | VIASA-vlucht 742                                                                                            | Maracaibo, Venezuela                                          | 1969 |
| 155          | Spantax-vlucht 275                                                                                          | Tenerife, Canarische Eilanden                                 | 1972 |
| 154          | Turkish Airlines-vlucht TC-JBH                                                                              | Isparta, Turkije                                              | 1976 |
| 154          | Gol Transportes Aéreos-vlucht 1907                                                                          | Mato Grosso, Brazilië                                         | 2006 |
| 154          | Spanair-vlucht JK 5022                                                                                      | Madrid, Spanje                                                | 2008 |
| 153          | tijdens Operatie Babylift                                                                                   | Zuid-Vietnam                                                  | 1975 |
| 153          | Pan Am-vlucht 759                                                                                           | Kenner, Verenigde Staten                                      | 1982 |
| 152          | Yemenia-vlucht 626                                                                                          | Indische Oceaan, Comoren                                      | 2009 |
| 150          | Airblue-vlucht 202                                                                                          | Margallaheuvels, Pakistan                                     | 2010 |
| 150          | Germanwings-vlucht 9525                                                                                     | Alpen, Frankrijk                                              | 2015 |
| 148          | Iberia Airlines-vlucht 610                                                                                  | Bilbao, Spanje                                                | 1985 |
| 148          | Flash Airlines-vlucht 604                                                                                   | Sharm-el-Sheikh, Egypte                                       | 2004 |
| 146          | Dan-Air-vlucht 1008                                                                                         | Tenerife, Canarische Eilanden                                 | 1980 |
| 145          | Vladivostok Air-vlucht 352                                                                                  | Budarovka, Rusland                                            | 2001 |
| 144          | Pacific Southwest Airlines-vlucht 182                                                                       | San Diego, Verenigde Staten                                   | 1978 |
| 144          | Independent Air-vlucht 1851                                                                                 | Santa Maria, Azoren                                           | 1989 |
| 143          | Avianca-vlucht 410                                                                                          | Santander, Colombia                                           | 1988 |
| 143          | ADC Airlines-vlucht 086                                                                                     | Lagos, Nigeria                                                | 1996 |
| 143          | Gulf Air-vlucht 072                                                                                         | Perzische Golf, Bahrein                                       | 2000 |
| 141          | China Southern Airlines-vlucht 3943                                                                         | Guilin, China                                                 | 1992 |
| 141          | UTA-vlucht 141                                                                                              | Cotonou, Benin                                                | 2003 |
| 137          | Vasp-vlucht 168                                                                                             | Ceará, Brazilië                                               | 1982 |
| 136          | Delta Airlines-vlucht 191                                                                                   | Dallas, Verenigde Staten                                      | 1985 |
| 133          | All Nippon Airways-vlucht 60                                                                                | Baai van Tokio, Japan                                         | 1966 |
| 132          | Aeroflot-vlucht 8641                                                                                        | Mozyc, Wit-Rusland                                            | 1982 |
| 132          | SAM Colombia-vlucht 505                                                                                     | Medellín, Colombia                                            | 1993 |
| 132          | USAir-vlucht 427                                                                                            | Beaver County, Verenigde Staten                               | 1994 |
| 132          | China Eastern Airlines-vlucht 5735                                                                          | Teng-gebied bij Wuzhou, China                                 | 2022 |
| 131          | TAP Portugal-vlucht 425                                                                                     | Madeira, Portugal                                             | 1977 |
| 131          | Air Philippines-vlucht 541                                                                                  | Davao City, Filipijnen                                        | 2000 |
| 130          | Air France-vlucht 007                                                                                       | Aéroport de Paris-Orly, Frankrijk                             | 1962 |
| 130          | Indian Airlines-vlucht 113                                                                                  | Ahmedabad, India                                              | 1988 |
| 129          | United States Air Force                                                                                     | Luchtmachtbasis bij Tokio, Japan                              | 1953 |
| 128          | Vliegtuigbotsing Grand Canyon                                                                               | Grand Canyon, Verenigde Staten                                | 1956 |
| 128          | 1980 Iran Air Boeing 727 vliegtuigcrash                                                                     | Alborz Bergen, Iran                                           | 1980 |
| 128          | Botsing met China Southern Airlines-vlucht 2812 na kaping van Xiamen Airlines-vlucht 8301                   | Kanton, China                                                 | 1990 |
| 128          | Air China-vlucht 129                                                                                        | Busan, Zuid-Korea                                             | 2002 |
| 127          | Ethiopian Airlines-vlucht 961                                                                               | Indische Oceaan nabij de Comoren                              | 1996 |
| 127          | Bhoja Air-vlucht 213                                                                                        | Islamabad, Pakistan                                           | 2012 |
| 126          | Czech Airlines-vlucht 542                                                                                   | Damascus, Syrië                                               | 1975 |
| 124          | BOAC-vlucht 911                                                                                             | Fuji, Japan                                                   | 1966 |
| 124          | Baikal Air-vlucht 130                                                                                       | Irkoetsk, Rusland                                             | 1994 |
| 124          | S7 Airlines-vlucht 778                                                                                      | Irkoetsk, Rusland                                             | 2006 |
| 123          | Varig-vlucht 820                                                                                            | Orly Airport, Frankrijk                                       | 1973 |
| 123          | Faucett-vlucht 251                                                                                          | Arequipa, Peru                                                | 1996 |
| 122          | Een vliegtuig van de luchtmacht van Myanmar verdwijnt van de radar.                                         | Andamanse Zee                                                 | 2017 |
| 121          | Helios Airways-vlucht 522                                                                                   | Grammatiko, Griekenland                                       | 2005 |
| 119          | Pakistan International Airlines-vlucht 705                                                                  | Caïro, Egypte                                                 | 1965 |
| 119          | Suid-Afrikaanse Lugdiens--vlucht 228                                                                        | Windhoek, Namibië                                             | 1968 |
| 119          | Iran Air Tours-vlucht 956                                                                                   | Khorramabad, Iran                                             | 2002 |
| 118          | Trans-Canada Air Lines-vlucht 831                                                                           | Sainte-Therèse, Canada                                        | 1963 |
| 118          | British European Airways-vlucht 548                                                                         | Staines, Verenigd Koninkrijk                                  | 1972 |
| 118          | Linate Airport-ramp                                                                                         | Milaan, Italië                                                | 2001 |
| 117          | Air India-vlucht 101                                                                                        | Mont Blanc, Frankrijk                                         | 1966 |
| 116          | Sudan Airways-vlucht 39                                                                                     | Port Sudan, Soedan                                            | 2003 |
| 116          | Air Algérie-vlucht 5017                                                                                     | Gossi, Mali                                                   | 2014 |
| 115          | Alitalia-vlucht 112                                                                                         | Palermo, Italië                                               | 1972 |
| 115          | Korean Air-vlucht 858                                                                                       | Boven de Andamanse Zee                                        | 1987 |
| 114          | Kenya Airways-vlucht 507                                                                                    | Douala, Kameroen                                              | 2007 |
| 113          | Air France-vlucht 117                                                                                       | Pointe-à-Pitre, Guadeloupe                                    | 1962 |
| 113          | Thai Airways International-vlucht 311                                                                       | Langtang National Park, Nepal                                 | 1992 |
| 113          | Air France-vlucht 4590                                                                                      | Gonesse, Frankrijk                                            | 2000 |
| 112          | Sterling Airways-vlucht 296                                                                                 | Kalba, Verenigde Arabische Emiraten                           | 1972 |
| 112          | Eastern Air Lines-vlucht 66                                                                                 | New York, Verenigde Staten                                    | 1975 |
| 112          | CAAC-vlucht 3303                                                                                            | Guangxi, China                                                | 1982 |
| 112          | Gulf Air-vlucht 771                                                                                         | Mina Jebel Ali, Verenigde Arabische Emiraten                  | 1983 |
| 112          | Noord-China Airlines-vlucht 6136                                                                            | Dalian, China                                                 | 2002 |
| 112          | Cubana de Aviación-vlucht 972                                                                               | Havana, Cuba                                                  | 2018 |
| 111          | Caledonian Airways-vlucht 153                                                                               | Douala, Kameroen                                              | 1962 |
| 111          | United Airlines-vlucht 232                                                                                  | Sioux City, Verenigde Staten                                  | 1989 |
| 110          | Far Eastern Air Transport-vlucht 103                                                                        | Nabij Taipei, Taiwan                                          | 1981 |
| 110          | ValuJet-vlucht 592                                                                                          | Everglades, Verenigde Staten                                  | 1996 |
| 109          | Air Canada-vlucht 621                                                                                       | Brampton, Canada                                              | 1970 |
| 108          | Invicta International Airlines-vlucht 435                                                                   | Bazel, Zwitserland                                            | 1973 |
| 108          | Libyan Arab Airlines-vlucht 114                                                                             | Sinaï, Egypte                                                 | 1973 |
| 108          | Alitalia-vlucht 4128                                                                                        | Palermo, Italië                                               | 1978 |
| 108          | China Southwest Airlines-vlucht 222                                                                         | Chongqing, China                                              | 1988 |
| 104          | Iberia Airlines-vlucht 602                                                                                  | Sierra de Atalayasa, Spanje                                   | 1972 |
| 104          | SilkAir-vlucht 185                                                                                          | Palembang, Indonesië                                          | 1997 |
| 104          | Cebu Pacific Air-vlucht 387                                                                                 | Claveria, Filipijnen                                          | 1998 |
| 104          | Militair transportvliegtuig                                                                                 | Algerije                                                      | 2014 |
| 103          | Afriqiyah Airways-vlucht 771                                                                                | Tripoli, Libië                                                | 2010 |
| 102          | Adam Air-vlucht 574                                                                                         | Polewali, Indonesië                                           | 2007 |
| 101          | Eastern Airlines-vlucht 401                                                                                 | Everglades, Verenigde Staten                                  | 1972 |
| 101          | Thai Airways-vlucht 261                                                                                     | Surat Thani, Thailand                                         | 1998 |
| 100          | Malaysia Airlines-vlucht 653                                                                                | Johor, Maleisië                                               | 1977 |
| 99           | KLM-vlucht 607-E                                                                                            | Atlantische Oceaan, Ierland                                   | 1958 |
| 99           | LANSA-vlucht 502                                                                                            | Cuzco, Peru                                                   | 1970 |
| 99           | TAM Linhas Aereas-vlucht 402                                                                                | São Paulo, Brazilië                                           | 1996 |
| 98           | Britania-vlucht 105                                                                                         | Ljubljana, Slovenië                                           | 1966 |
| 98           | C-130 Hercules-crash 2009                                                                                   | Magetan, Indonesië                                            | 2009 |
| 97           | Varig-vlucht 810                                                                                            | Lima, Peru                                                    | 1962 |
| 96           | Vliegramp bij Smolensk                                                                                      | Smolensk, Rusland                                             | 2010 |
| 95           | American Airlines-vlucht 1                                                                                  | New York, Verenigde Staten                                    | 1962 |
| 95           | Air France-vlucht 1611                                                                                      | Middellandse Zee bij Frankrijk                                | 1968 |
| 94           | Alitalia-vlucht 771                                                                                         | Bombay, India                                                 | 1962 |
| 94           | ADC Airlines-vlucht 53                                                                                      | Abuja, Nigeria                                                | 2006 |
| 93           | Botsing op Luchthaven Madrid-Barajas tussen twee vliegtuigen                                                | Madrid, Spanje                                                | 1983 |
| 92           | TWA-vlucht 514                                                                                              | Mount Weather, Verenigde Staten                               | 1974 |
| 92           | Indian Airlines-vlucht 605                                                                                  | Bangalore, India                                              | 1990 |
| 92           | TAME-vlucht 120                                                                                             | Cumbal, Colombia                                              | 2002 |
| 92           | Transportvliegtuig van de Russische strijdkrachten                                                          | Zwarte Zee                                                    | 2016 |
| 91           | LANSA-vlucht 508                                                                                            | Puerto Inca, Peru                                             | 1971 |
| 90           | Aeroflot-vlucht 411                                                                                         | Luchthaven Sjeremetjevo, Rusland                              | 1982 |
| 90           | Ethiopian Airlines-vlucht 409                                                                               | Middellandse Zee, Libanon                                     | 2010 |
| 89           | Delta Air Lines-vlucht 723                                                                                  | Internationale luchthaven Boston, Verenigde Staten            | 1973 |
| 89           | One-Two-GO Airlines-vlucht 269                                                                              | Phuket, Thailand                                              | 2007 |
| 88           | TWA-vlucht 841                                                                                              | Ionische Zee, Griekenland                                     | 1974 |
| 88           | Alaska Airlines-vlucht 261                                                                                  | Grote Oceaan bij Californië, Verenigde Staten                 | 2000 |
| 88           | Aeroflot-vlucht 821                                                                                         | Perm, Rusland                                                 | 2008 |
| 87           | LOT Polish Airlines-vlucht 007                                                                              | Warschau, Polen                                               | 1980 |
| 87           | Air Inter-vlucht 148                                                                                        | Straatsburg, Frankrijk                                        | 1992 |
| 86           | Japan Airlines-vlucht 471                                                                                   | Delhi, India                                                  | 1972 |
| 85           | Braniff-vlucht 352                                                                                          | Dawson, Verenigde Staten                                      | 1968 |
| 84           | Sknyliv airshow ramp                                                                                        | Lviv, Oekraïne                                                | 2002 |
| 83           | Vliegtuigcrash op de Glungezer                                                                              | Glungezer, Oostenrijk                                         | 1964 |
| 83           | Allegheny Airlines-vlucht 853                                                                               | Indianapolis, Indiana                                         | 1969 |
| 83           | Thai Airways-vlucht 365                                                                                     | Phuket, Thailand                                              | 1987 |
| 83           | Singapore Airlines-vlucht 006                                                                               | Taipei, Taiwan                                                | 2000 |
| 82           | TABSO-vlucht 101                                                                                            | Bratislava, Slowakije                                         | 1966 |
| 82           | Aeromexico-vlucht 498                                                                                       | Cerritos, Verenigde Staten                                    | 1986 |
| 81           | Pan Am-vlucht 214                                                                                           | Elkton, Verenigde Staten                                      | 1963 |
| 81           | Cathay Pacific-vlucht 700Z                                                                                  | Pleiku, Vietnam                                               | 1972 |
| 81           | Middle East Airlines-vlucht 438                                                                             | Al Qaysumah, Saoedi-Arabië                                    | 1976 |
| 79           | Korean Air-vlucht 803                                                                                       | Tripoli, Libië                                                | 1989 |
| 78           | Air Florida-vlucht 90                                                                                       | Washington D.C., Verenigde Staten                             | 1982 |
| 77           | Avensa-vlucht 358                                                                                           | Maturín, Venezuela                                            | 1974 |
| 77           | Spantax-vlucht 5995                                                                                         | Luchthaven Málaga, Spanje                                     | 1977 |
| 76           | CSA-vlucht OK-NAB                                                                                           | Bratislava, Slowakije                                         | 1976 |
| 75           | Vietnam Airlines-vlucht 831                                                                                 | Bangkok, Thailand                                             | 1988 |
| 75           | Avianca-vlucht 52                                                                                           | Cove Neck, Verenigde Staten                                   | 1990 |
| 75           | Aeroflot-vlucht 593                                                                                         | Siberië, Rusland                                              | 1994 |
| 75           | Turkish Airlines-vlucht 634                                                                                 | Diyarbakır, Turkije                                           | 2003 |
| 74           | Peruviaanse luchtmacht Boeing 737                                                                           | Andoas, Peru                                                  | 1998 |
| 73           | Luchtschip ZRS-4 USS Akron                                                                                  | voor de kust van New Jersey, Verenigde Staten                 | 1933 |
| 73           | Balkan Bulgarian Tupolev Tu-134                                                                             | Gabare, Bulgarije                                             | 1978 |
| 72           | Sabena-vlucht 548                                                                                           | nabij Brussel, België                                         | 1961 |
| 72           | Stockport luchtramp                                                                                         | Stockport, Verenigd Koninkrijk                                | 1967 |
| 72           | Southern Airways-vlucht 242                                                                                 | New Hope, Verenigde Staten                                    | 1977 |
| 71           | Vliegtuigbotsing Überlingen                                                                                 | Überlingen, Duitsland                                         | 2002 |
| 71           | LaMia Airlines-vlucht 2933                                                                                  | La Unión, Colombia                                            | 2016 |
| 71           | Saratov Airlines-vlucht 703                                                                                 | Circa 80 kilometer ten zuidoosten van Moskou                  | 2018 |
| 70           | Vliegtuigongeluk op Ramstein Air Base                                                                       | Vliegbasis Ramstein, Duitsland                                | 1988 |
| 70           | Aeroperú-vlucht 603                                                                                         | Lima, Peru                                                    | 1996 |
| 69           | Indian Airlines-vlucht 257                                                                                  | Imphal, India                                                 | 1991 |
| 68           | Asiana Airlines-vlucht 733                                                                                  | Luchthaven Mokpo, Zuid-Korea                                  | 1993 |
| 68           | American Eagle-vlucht 4184                                                                                  | Chicago, Verenigde Staten                                     | 1994 |
| 68           | Iran Aseman Airlines-vlucht 6895                                                                            | Bisjkek, Kirgizië                                             | 2008 |
| 67           | American Eagle vlucht 5342                                                                                  | Washington D.C., Verenigde Staten                             | 2025 |
| 65           | Aseman Airlines-vlucht 3704                                                                                 | Zagrosgebergte, zuidelijk Iran                                | 2018 |
| 64           | Canadian Pacific Airlines-vlucht 402                                                                        | Luchthaven Haneda, Japan                                      | 1966 |
| 64           | Toa Binnenlandse Airlines-vlucht 64                                                                         | Hakodate, Japan                                               | 1971 |
| 63           | British European Airways-vlucht 706                                                                         | Aarsele, België                                               | 1971 |
| 62           | Een Boeing 737-800 van Flydubai verongelukt tijdens een landingspoging in slecht weer.                      | Rostov aan de Don, Rusland                                    | 2016 |
| 62           | Een ATR 72-500 van Voepass Linhas Aéreas verongelukt.                                                       | São Paulo, Brazilië                                           | 2024 |
| 61           | Aer Lingus-vlucht EI712                                                                                     | County Wexford, Ierland                                       | 1968 |
| 61           | Freckleton-luchtramp                                                                                        | Freckleton, Verenigd Koninkrijk                               | 1944 |
| 60           | Tarom-vlucht 371                                                                                            | Baloteşti, Roemenië                                           | 1995 |
| 59           | Lufthansa-vlucht 540                                                                                        | Nairobi, Kenia                                                | 1974 |
| 58           | Northwest Orient Airlines-vlucht 2501                                                                       | Michiganmeer, Verenigde Staten                                | 1950 |
| 58           | Vliegramp van Biak                                                                                          | nabij Biak, Nederlands-Nieuw-Guinea                           | 1957 |
| 56           | Vliegramp bij Faro                                                                                          | Luchthaven Faro, Portugal                                     | 1992 |
| 56           | Indian Airlines-vlucht 491                                                                                  | Aurangabad, India                                             | 1993 |
| 55           | Eastern Airlines-vlucht 537                                                                                 | Washington National Airport, Verenigde Staten                 | 1949 |
| 55           | Partnair-vlucht 394                                                                                         | Noordzee bij Denemarken                                       | 1989 |
| 55           | China Eastern Airlines-vlucht 5210                                                                          | Baotou, Binnen-Mongolië                                       | 2004 |
| 54           | Trigana Air Service-vlucht 267                                                                              | Indonesië                                                     | 2015 |
| 52           | Canadian Pacific Airlines-vlucht 21                                                                         | 100 Mile House, Canada                                        | 1965 |
| 51           | Alliance Air-vlucht 7412                                                                                    | Patna, India                                                  | 2000 |
| 51           | US-Bangla Airlines-vlucht 211                                                                               | Kathmandu, Nepal                                              | 2018 |
| 50           | Ariana Afghan Airlines-vlucht 701                                                                           | luchthaven Londen Gatwick, Verenigd Koninkrijk                | 1969 |
| 50           | Bulgarian Airlines Tupolev Tu-134                                                                           | Sofia, Bulgarije                                              | 1984 |
| 50           | Philippine Airlines-vlucht 206                                                                              | nabij Loakan Airport, Baguio, Filipijnen                      | 1987 |
| 50           | Continental Airlines-vlucht 3407                                                                            | Buffalo, Verenigde Staten                                     | 2009 |
| 50           | Tatarstan Airlines-vlucht 363                                                                               | Kazan, Rusland                                                | 2013 |
| 49           | Comair-vlucht 5191                                                                                          | Lexington, Verenigde Staten                                   | 2006 |
| 49           | Lao Airlines-vlucht 301                                                                                     | Pakse, Laos                                                   | 2013 |
| 48           | Ongeluk met de zeppelin HMA R101                                                                            | Beauvais, Frankrijk                                           | 1930 |
| 47           | British Midland-vlucht 92                                                                                   | Kegworth, Verenigd Koninkrijk                                 | 1989 |
| 46           | TANS Perú Fokker F28                                                                                        | Chachapoyas, Peru                                             | 2003 |
| 45           | Sumburghramp                                                                                                | Mainland (Shetland), Schotland                                | 1986 |
| 45           | RusAir-vlucht 9605                                                                                          | Petrozavodsk, Rusland                                         | 2011 |
| 43           | Pacific Southwest Airlines-vlucht 1771                                                                      | Cayucos, Verenigde Staten                                     | 1987 |
| 43           | Vliegramp Alianza Lima                                                                                      | Lima, Peru                                                    | 1987 |
| 43           | Bijlmerramp                                                                                                 | Amsterdam, Nederland                                          | 1992 |
| 43           | Pamir Airways-vlucht 112                                                                                    | Hindoekoesj, Afghanistan                                      | 2010 |
| 43           | TransAsia Airways-vlucht GE235                                                                              | Taipei, Taiwan                                                | 2015 |
| 42           | Pacific Western Airlines-vlucht 314                                                                         | Cranbrook, Canada                                             | 1978 |
| 42           | Henan Airlines-vlucht 8387                                                                                  | Yichun, China                                                 | 2010 |
| 40           | TANS Perú-vlucht 204                                                                                        | Pucallpa, Peru                                                | 2005 |
| 38           | Azerbaijan Airlines-vlucht 8243                                                                             | Aqtau, Kazachstan                                             | 2024 |
| 35           | Ongeluk met de Hindenburg                                                                                   | Lakehurst, Verenigde Staten                                   | 1937 |
| 35           | United States Air Force-vlucht 21                                                                           | Dubrovnik, Kroatië                                            | 1996 |
| 35           | China Southern Airlines-vlucht 3456                                                                         | Shenzhen, China                                               | 1997 |
| 34           | Olympic Aviation-vlucht 545                                                                                 | Samos, Griekenland                                            | 1989 |
| 32           | Turkish Airlines-vlucht 6491                                                                                | Bisjkek, Kirgizië                                             | 2017 |
| 31           | Superga-vliegramp                                                                                           | Turijn, Italië                                                | 1949 |
| 30           | Vietnam Airlines-vlucht 474                                                                                 | Nha Trang, Vietnam                                            | 1992 |
| 30           | Een militaire C-130 Hercules stort neer. Onder anderen Mohammed Zia-ul-Haq, president van Pakistan komt om. | Pakistan                                                      | 1988 |
| 29           | TAA-vlucht 538                                                                                              | Mackay, Australië                                             | 1960 |
| 28           | KLM-vlucht 633                                                                                              | Shannon, Ierland                                              | 1954 |
| 23           | ALM-vlucht 980                                                                                              | Caraïbische Zee, Amerikaanse Maagdeneilanden                  | 1970 |
| 23           | Air Canada-vlucht 797                                                                                       | Cincinnati, Verenigde Staten                                  | 1983 |
| 23           | Tara Air-vlucht 193                                                                                         | Dana, district Myagdi, Nepal                                  | 2016 |
| 22           | Garuda Indonesia-vlucht 200                                                                                 | Yogyakarta, Indonesië                                         | 2007 |
| 21           | Air Midwest Express-vlucht 5481                                                                             | Charlotte, Verenigde Staten                                   | 2003 |
| 20           | Chalk's Ocean Airways-vlucht 101                                                                            | Miami Beach, Verenigde Staten                                 | 2005 |
| 20           | In de Alpen stort een Junkers Ju 52 (geproduceerd in 1939) neer. Alle inzittenden komen om.                 | Piz Segnas, op de grens van Glarus en Graubünden, Zwitserland | 2018 |
| 20           | Filaircrash 2010                                                                                            | Bandundu, Congo-Kinshasa                                      | 2010 |
| 19           | Blue Wing Airlines-vlucht PZ-TSO                                                                            | Lawa-Antino, Suriname                                         | 2008 |
| 16           | TWA-vlucht 260                                                                                              | Sandiagebergte, Verenigde Staten                              | 1955 |
| 16           | Aria Air-vlucht 1525                                                                                        | Mashhad, Iran                                                 | 2009 |
| 15           | Vliegtuigbotsing bij Cincinnati                                                                             | Cincinnati, Verenigde Staten                                  | 1955 |
| 14           | Egyptair-vlucht 843                                                                                         | Tunis, Tunesië                                                | 2002 |
| 14           | Agni Air-vlucht 101                                                                                         | nabij Shikharpur, Nepal                                       | 2010 |
| 12           | Katekavia-vlucht 57                                                                                         | Igarka, Rusland                                               | 2010 |
| 11           | Vliegramp in Fernelmont                                                                                     | Marchovelette, België                                         | 2013 |
| 11           | Turks privévliegtuig                                                                                        | nabij Shahrekord, Iran                                        | 2018 |
| 10           | Gum Air-ongeval 2001                                                                                        | Nieuw-Jacobkondre, Suriname                                   | 2001 |
| 10           | Helikopterbotsing bij Villa Castelli                                                                        | Villa Castelli, Argentinië                                    | 2015 |
| 10           | Vliegtuigcrash leiding Wagnergroep                                                                          | Koezjenkino, Rusland                                          | 2023 |
| 9            | Een Cessna 185 met parachutisten komt in botsing met een Britse Piper PA-28                                 | Sint-Niklaas, België                                          | 1987 |
| 9            | United Airlines-vlucht 811                                                                                  | Honolulu, Verenigde Staten                                    | 1989 |
| 9            | Turkish Airlines-vlucht 1951                                                                                | nabij Luchthaven Schiphol, Nederland                          | 2009 |
| 9            | Een militair transportvliegtuig stort neer op een woonwijk                                                  | Cotabato City, Filipijnen                                     | 2010 |
| 8            | Blue Wing Airlines-ongeval 2010                                                                             | nabij Poeketi, Suriname                                       | 2010 |
| 3            | Asiana Airlines-vlucht 214                                                                                  | in San Francisco, Verenigde Staten                            | 2013 |